# Diabolocatantops
Diabolocatantops är ett släkte av insekter som ingår i familjen gräshoppor.
Arter inom släktet enligt Catalogue of Life:
- Diabolocatantops axillaris
- Diabolocatantops consobrinus
- Diabolocatantops innotabilis
- Diabolocatantops pinguis
- Diabolocatantops pulchellus
- Diabolocatantops rufipennis
- Diabolocatantops signatipes
- Diabolocatantops sukhadae